# ولادیمیر هابر
ولادیمیر هابر (چکی: Vladimír Haber؛ زادهٔ ۲۶ اوت ۱۹۴۹) بازیکن هندبال اهل چکسلواکی بود.